# Päidla Mudajärv
Päidla Mudajärv (est. Mudajärv) – jezioro w Estonii,  w prowincji Valgamaa, w gminie Palupera. Należy do pojezierza Päidla (est. Päidla järved). Położone jest na zachód od wsi Nõuni. Ma powierzchnię 1,2 ha linię brzegową o długości 416 m, długość 600 m i szerokość 220 m. Sąsiaduje z jeziorami Päidla Ahvenjärv, Kalmejärv, Päidla Väikejärv, Näkijärv, Nõuni, Päidla Mõisajärv, Mõrtsuka, Nõuni, Päidla Räbi, Päidla Uibujärv, Väike-Nõuni. Położone jest na terenie obszaru chronionego krajobrazu Otepää looduspark.